# Eugène de Ségur
Pour les autres membres de la famille, voir Maison de Ségur.
Henry-Raymond-Eugène, comte de Ségur, né le 15 janvier 1798 à Paris, mort le 15 juillet 1863 au château de Méry-sur-Oise, (Val-d'Oise), est un homme politique français du XIXe siècle, surtout connu comme l'époux de l'écrivaine Sophie Rostopchine, plus connue dans le monde des lettres comme la Comtesse de Ségur.

## Biographie
Il est le fils aîné d'Octave de Ségur (1779-1818) et de Marie-Félicité-Henriette d'Aguesseau (1777-1847), le petit-fils de Louis-Philippe, marquis de Ségur, l'arrière-petit-fils de Philippe Henri de Ségur, ministre de la Guerre de Louis XVI (celui-ci étant le petit-fils du Régent par sa mère, Angélique de Froissy). Il est issu d'une famille de la noblesse d'épée qui a perdu de son prestige à la suite de la longue disparition et du suicide d'Octave de Ségur, son père, un an avant qu'il se marie : ces événements sont relatés assez longuement dans les Mémoires de la Comtesse de Ségur.
En 1819, il épouse Sophie Rostopchine, issue d'une grande famille de l'aristocratie russe, et fille de Fiodor Rostopchine, gouverneur de Moscou en 1812. De leur mariage, par ailleurs pas très heureux, naîtront huit enfants.
Le 9 septembre 1830, Eugène de Ségur est admis à siéger à la Chambre des pairs, en remplacement de son grand-père décédé.
Il prend place dans la majorité conservatrice, soutient constamment le pouvoir de ses votes, et rentre dans la vie privée lors de la Révolution de 1848.
Il est aussi maire d'Aube (Orne), poste où lui succède son fils Anatole, et président de la Compagnie du chemin de fer de Paris à Strasbourg, puis de la Compagnie des chemins de fer de l'Est. Par son intermédiaire, Louis Hachette obtient en 1853 la permission d'installer des librairies dans les gares, et entre en contact avec la comtesse de Ségur, dont les livres seront édités par la Librairie Hachette à partir de 1855.

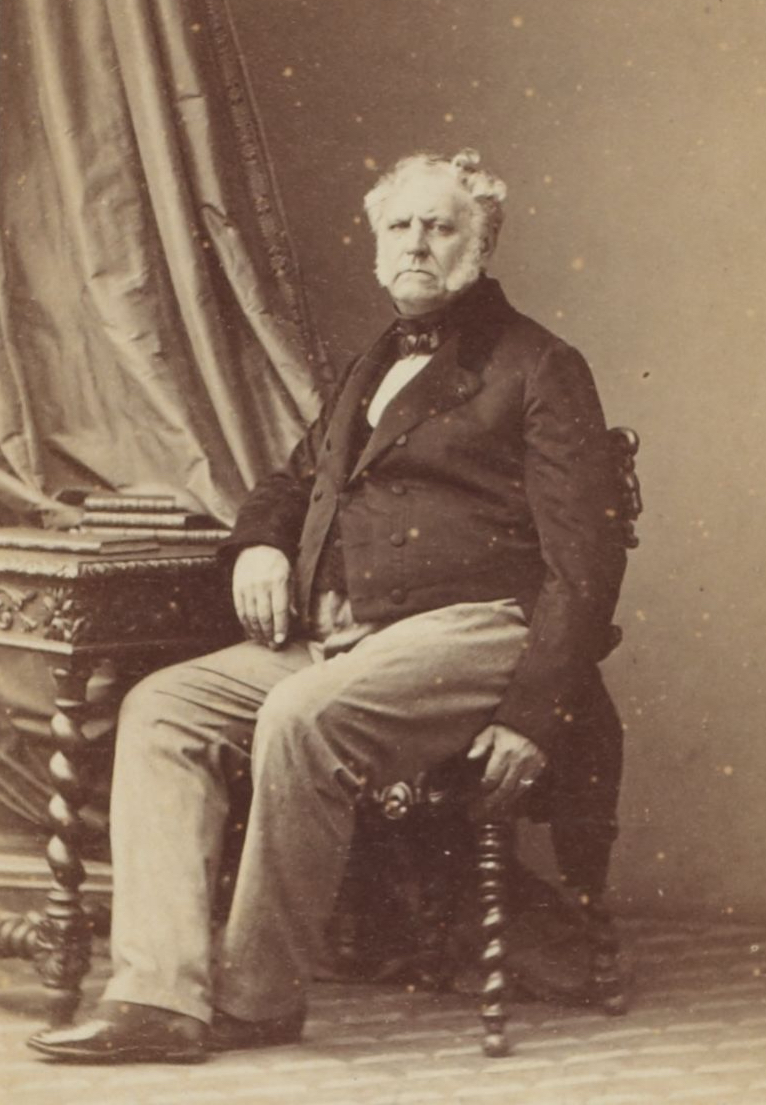
Photographie du comte de Ségur.

Surnommé le « Bel Eugène », ses multiples infidélités poussent sa femme à se réfugier dans son château des Nouettes, où elle se consacre à ses enfants et petits-enfants et à la littérature.

## Distinctions
- Commandeur de la Légion d'honneur[3].

## Généalogie

### Ascendance
Eugène de Ségur est le fils aîné du comte Octave de Ségur, né le 30 juin 1779 et mort le 15 août 1818 à Paris, et de Félicité d'Aguesseau, née vers 1777, morte le 16 janvier 1847 à Paris, dame du palais de l'impératrice Joséphine, fille de Henri Cardin Jean-Baptiste, marquis d'Aguesseau (1747-1826).
Arbre des ascendants

### Mariage et descendance
Le comte de Ségur épouse le 14 juillet 1819, dans la chapelle privée du cardinal de La Luzerne, place du Louvre à Paris, Sophie Rostopchine (1799-1874), fille de Fédor Rostopchine (1765-1826).
 
- Arbre des descendants
  - Louis Gaston Adrien (° 15 avril 1820 † 9 juin 1881), Monseigneur de Ségur, peintre, prêtre du diocèse de Paris, auditeur  de la Rote, chanoine de Saint-Denis ;
  - Antoine Henry Renaud (° 15 décembre 1821 - Paris † 17 février 1822) ;
  - Anatole Henry Philippe (° 23 avril 1823 - Paris † 9 mai 1902 - Paris), marquis de Ségur, littérateur, conseiller d'État, préfet de la Haute-Marne, maire d'Aube (Orne) (1865-1872), marié, le 25 août 1851 à Paris, avec Cécile Cuvelier (1830-1885), dont :
    - Pierre Marie Maurice Henri, comte puis marquis de Ségur (° 13 février 1853 - Paris † 12 août 1916 - Poissy), homme de lettres, membre de l'Académie française, marié le 2 juillet 1877 avec Jeanne Augustine Frédérique "Thérèse" Hély d'Oissel (1857-1935), dont :
      - Gaston Henri Victor (° 6 août 1878 - Poissy † 7 avril 1918 - Paris), marié le 20 octobre 1902 avec Alix Solange Victurnienne de Rochechouart de Mortemart (1880-1917), divorcés ;

    - Henri Marie Joseph (° 19 septembre 1855 - Paris † 12 octobre 1936 - Essigny-le-Grand),
    - Marie-Thérèse Françoise Amélie (° 27 août 1859 - Paris † 11 mars 1933 - Le Chesnay), mariée, le 29 octobre 1883 à Paris (divorcés), avec Albert Maloteau, comte de Guerne ;

  - Adolphe Louis Edgar, comte de Ségur-Lamoignon[4] (° 19 juillet 1825 - Aube (Orne) † 20 octobre 1900 - château de Méry-sur-Oise), diplomate, député de la Meuse au Corps législatif, marié, le 9 juillet 1857 à Paris, avec Thérèse Hortense Marie de Reiset (1836-1899), dont :
    - Hortense Valentine (1859-1924), mariée le 11 mai 1880 avec Adolphe de Moÿ de Sons (1846-1930), dont postérité ;
    - Louis Frédéric Guillaume, comte de Ségur-Lamoignon (° 8 novembre 1860 - Paris † 31 janvier 1930 - Méry-sur-Oise), Saint-Cyrien (1880-1882 : promotion des Kroumirs), officier de cavalerie puis président de la Cie internationale des wagons-lits, marié, le 19 décembre 1887 à Paris, avec Rosa Maria Arguelles (1869-1923), puis, le 16 juin 1928, à Paris, avec Suzanne du Buit (1876-1963), veuve d'Édouard-Ernest Goüin et nièce d'Henry du Buit. Il eut de sa première union :
      - Philippe Marie Antoine Manuel, marquis de Ségur-Lamoignon (° 14 septembre 1888 - Paris † 4 septembre 1937 - Neuilly-sur-Seine), marié, le 26 janvier 1925 à Paris, avec Elisabeth Marie Joséphine Barrachin (née en 1897), dont :
        - Postérité ;

      - Guillaume Henri Robert, comte de Ségur-Lamoignon, alias « Guillaume de Sax » (° 23 décembre 1889 - Paris VIIIe † 6 novembre 1945 - Paris XVIe), acteur de cinéma, marié à deux reprises (dont avec Cécile Sorel), dont :
        - Postérité ;

    - Marie-Josèphe Françoise Juliette Mathilde de Ségur-Lamoignon (27 août 1866, Versailles - 1949), mariée, le 25 juillet 1885, à Méry-sur-Oise, avec Jean Marie Amelot, comte de La Roussilhe ;

  - Antoinette Nathalie Sophie (° 1er mai 1827 † 12 mai 1910 - Toulouse), dame du palais de l'impératrice Eugénie (décret impérial du 25 janvier 1853 - 1860), mariée, le 16 novembre 1846 à Paris, avec Paul Martin d'Ayguesvives, baron de Malaret (1820-1886), dont postérité ;
  - Félicité Sabine (° 12 mars 1829 † 1868), religieuse de la Visitation ;
  - Henriette Louise (° 12 mars 1829 - Aube - Aube (Orne) † 22 août 1908), mariée, le 8 décembre 1850 à Paris, avec Armand Fresneau (1823-1900), député d'Ille-et-Vilaine (1848-1851), député du Morbihan (1871-1875), sénateur royaliste du Morbihan (1888-1900), dont postérité ;
  - Alberte Olga (° 1er octobre 1835 - Aube (Orne) † 15 janvier 1920 - Caudebec), mariée, le 10 mai 1856, avec Emile de Simard de Pitray (1822-1888), dont postérité.

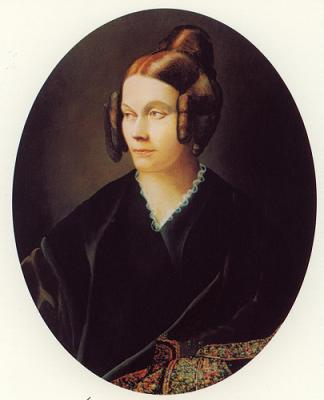
Sophie Rostopchine (1799-1874), comtesse de Ségur
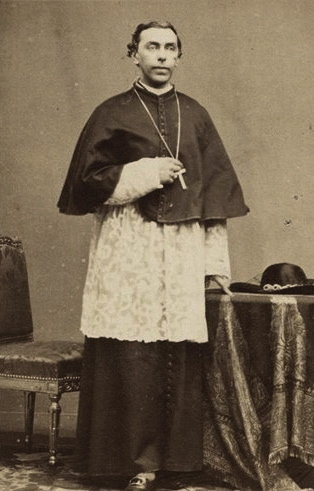
Gaston (1820-1881), Monseigneur de Ségur
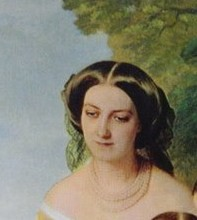
Nathalie de Ségur (1827-1910), baronne de Malaret, par Winterhalter, détail du tableau L'Impératrice Eugénie et ses dames d'honneur de Winterhalter, 1855.

### Armoiries
| Figure | Blasonnement |
|        | Armes du comte Ségur, pair de France Écartelé: aux 1 et 4, de gueules au lion d'or ; aux 2 et 3, d'argent plein. |